# Ascenseur incliné de Malgrat de Mar
L'ascenseur incliné de Malgrat de Mar ou ascenseur incliné del parc del Castell (en catalan : ascensor inclinat de Malgrat de Mar) est un ascenseur incliné situé sur le territoire de la commune de Malgrat de Mar, dans la comarque du Maresme, dans la province de Barcelone, en Catalogne. Cet ascenseur incliné a été inauguré en mai 2010.
Ces ascenseur relie la rue de Passada au parc del Castell.

## Caractéristiques techniques
Le ligne fait 50,06 m de longueur pour un dénivelé de 24,29 m. La ligne est à voie unique, elle possède un seul ascenseur à traction électromécanique avec une capacité de 15 personnes par voiture. Il a été construit par Elecnor SA. Le parcours dure un peu plus d'une minute et demie l'ascenseur à une vitesse de 1,2 m/s. Il effectue environ 370 trajets par jour. Le parcours de l'ascenseur possède des écrans acoustiques servant à limiter l'impact sur les exploitations agricoles environnantes. Son utilisation est gratuite et il fonctionne de 11 à 22 heures, le lundi et de 8 à 22 heures, du mardi au dimanche.

## Histoire
Le quartier del Castell de Malgrat de Mar a été créé entre les années 50 et 70 en raison de la vague migratoire touchant la plupart des villes catalanes. Le quartier est devenu encombré ce qui a conduit à un manque de services. Au cours des années 80 et 90, le quartier a reçu des équipements tels que le pavage des rues.
Cet ascenseur a pour objectif d'améliorer la connexion entre ce quartier et le reste du centre-ville.
Le déblaiement et le nettoyage du site ont commencé en août 2009 et les travaux ont commencé en octobre 2009.
Les travaux ont duré sept mois et demi et ont coûté 1,2 million d'euros financés par la mairie de Malgrat de Mar et la généralité de Catalogne.